# Juli Francesc Guibernau
Juli Francesc Guibernau i Planas (C. Gumà) (Barcelona, 1856 – Barcelona, 21 d'abril de 1927), escriptor de literatura popular de l'època de la restauració a Catalunya. Escrigué utilitzant diferents pseudònims, entre els quals destaca C. Gumà.

## Biografia
Juli Francesc Guibernau fou un escriptor molt prolífic, d'obra repartida fonamentalment en articles periodístics (de costums o polítics), poesies de diversa mena (majoritàriament festives) i peces teatrals (sainets i comèdies). Fou un autor molt popular en els darrers anys del segle xix i els primers del XX, sobretot pels seus comentaris polítics humorístics publicats setmanalment sense interrupció en La Campana de Gràcia i en L'Esquella de la Torratxa. D'ofici d'argenter i de caràcter autodidacta, dedicava les seves estones de lleure de la pràctica professional a la composició. En plena joventut, enamorat de la que posteriorment hauria de ser la seva dona, va començar a dedicar-se a escriure rimes adoptant com a pseudònim la inicial i el cognom d'aquesta: Carmeta Gumà (C. Gumà). A part de C. Gumà, utilitzà diferents pseudònims, entre els quals destaquen Fantàstich, A. March i Matias Bonafè, el qual va reservar per a la prosa articulista. Des de les primeres col·laboracions el1877 fins que, cap al 1907, el seu tipus d'humor passà de moda, les composicions en vers i articles de Guibernau es compten per centenars. Els darrers anys de la seva vida, aclaparat per la malaltia que el dugué a la mort deixà de publicar sense abandonar l'ofici d'argenter en el seu obrador de Sants.

## Obra en vers
La base de l'èxit literari de Guibernau van ser les seves poesies humorístiques, la majoria publicades a l'Esquella de la Torratxa o a la Campana de Gràcia utilitzant el pseudònim de C. Gumà. Després de la transformació de Pitarra en Frederic Soler, es va convertir en el màxim exponent d'aquest tipus de literatura popular i marcà un estil d'humor que, entre d'altres, fou seguit per Marià Escriu i Emili Molas i Bergés. També va ser l'autor de molts llibrets rimats il·lustrats per Manuel Moliné i editats sense data per Antoni López (Llibreria Espanyola) en quaderns que es venien a dos rals la majoria. Alguns d'aquests quaderns, arribaren a assolir la sisena edició. La majoria de les obres no estan datades, tot i que és possible fer-ho a les hemeroteques, ja que la seva aparició era assenyalada en diverses publicacions per la popularitat de l'autor.
Els seus primers versos els publicà a La Campana de Gràcia el 31 de maig de 1877 i poc anys després va començar a publicar a L'Esquella de la Torratxa (1879). Al cap de tres anys publicà el primer recull de poesia, “Fruyta del temps”. Guibernau va
reeditar i ampliar posteriorment aquest primer recull en forma de quatre quaderns: “Fruyta amarga”, “Fruyta verda”, “Fruyta agredolça” i “Fruyta madura”. Entre els que van ser més editats hi ha “Del bressol al cementiri”, “Cançons de la flamarada”, “L'amor, el matrimoni i el divorci”, “Barcelona en camisa” o “La primera nit”. Es tracta d'una literatura declaradament festiva, amb més o menys decantament satíric.

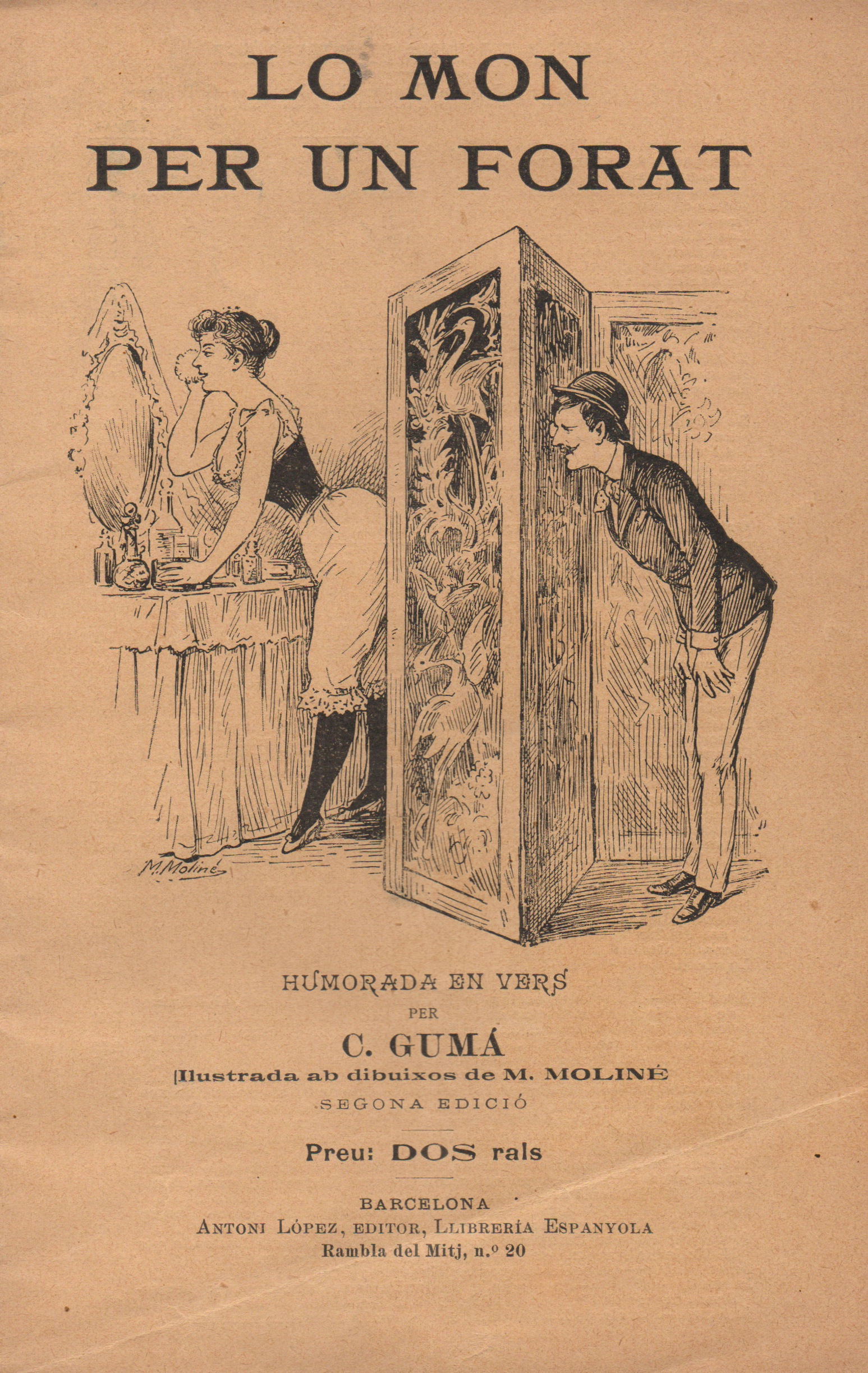
Portada de "Lo mon per un forat" de C Gumà amb il·lustració de Manuel Moliné

També va publicar poesies de contingut amorós que van allunyar-se de la seva faceta més coneguda com a escriptor satíric i humorista. La seva presència en l'Eco de Euterpe es va estendre des de 1876 fins a 1897 i es va manifestar com un poeta renovador en els continguts més que en la forma.
L'univers de la poesia festiva de Guibernau té una continuació natural en les seves peces teatrals, estrenades als teatres barcelonins Gran Via, Novedades o Romea entre 1886 i 1894. Algunes de les peces tenien música de Ricard Giménez. Es tracta de joguines còmiques, disbarats i revistes còmiques que feien la feina d'estrafer i caricaturitzar una realitat comuna tot armant situacions equívoques. Moltes d'aquestes peces també van ser editades per Antoni López.

## Narracions, recull de màximes i caricatures en vers
A continuació es recull una llista dels títols publicats com a C. Gumà i editats per Antoni López. Els títols en català pre-normatiu, amb els quals van ser publicats en el seu moment, s'indiquen entre parèntesis.
“Fruita del temps” (Fruyta del temps) (agost 1880).
“L'amor, el matrimoni i el divorci (L'amor, lo matrimoni y'l divorci) (abril 1882).
“Del bressol al cementiri” (desembre 1882).
“Buscant la felicitat” (març 1883).
“Petons i pesics” (Petons y pessichs) (abril 1883).
“Barcelona en camisa” (setembre 1883).
“El Déu del segle“ Lo Deu del sigle) (desembre 1883).
“El camí de la fortuna“ (Lo cami de la fortuna) (desembre 1883). Publicada conjuntament en un volum amb “El Déu del segle”.
“Home o dona?” (¿home o dona? capritxo comich-extravagant en vers) (març de 1884).
“La dona nua (moralment!)” (abril 1884).
“Fruita amarga” (Fruyta amarga) (maig 1884).
“Tipos y topos” (col·lecció de retratos)” (juny 1884). Retrats en vers (el conqueridor, la mamà, la murmuradora, el ric-pobre, l'enamorat, el càndid reformador social).
“Fruita verda“ (Fruyta verda) (agost 1884).
“Guerra al cólera” (¡Guerra al colera! Instruccions per combátrel, escritas en vers i á corre-cuita) (agost 1884).
“Clar i català” (Cla y català, llissons de gramatica parda” (setembre 1884).
“Cançons de la flamarada“ (Cansons de la flamarada) (setembre 1884).
“Fruita agredolça” (Fruyta agredolça) (octubre 1884).
“Fruita madura” (Fruyta madura) (novembre 1884).
“Don Quixot de Vallcarca” (Don Quijote de Vallcarca) (novembre 1884).
“Sobre les dones” (Sobre las donas (polèmica entre C. Gumà y Fantástich)) (gener 1885).
“Mil i un pensaments, recull de màximes” (Mil y un pensaments, col·lecció de máximas y sentencias) (març 1885).
“El rosari de l'Aurora” (Lo rosari de l'Aurora; Álbum humorístich, ab afinitat de caricatures) (abril 1885).
“Filomena” (Filomena. Viatge de recreo al interior d'una dona) (maig el 1885).
“El cólera i la miseria” (Lo cólera i la miseria, y una carta al Dr. Ferrán) (juny 1885).
“Vuits i nous” (Vuyts y nous. Ab lo retrato del autor) Col·lecció de poesies (maig 1886).
“El pot de confitura” (Lo pot de confitura) Col·lecció de poesies (setembre 1887).
"Nouvelle gramatique française pour lusage des municipals (volgo sargents de ville) avant pendant et apres l'exposition universelle de Barcelone pour se faire entendre des etrangers que la visiteront par milliers" Guibernau va escriure aquest fascicle en reacció a l'anunci fet pel batlle de Barcelona, Francesc Rius i Taulet, d'organitzar cursos de francès per als guàrdies urbans de la ciutat per tal que poguessin orientar els estrangers durant l'Exposició Universal del 1888. (1887).
“L'Exposició Universal de Barcelona” (L'exposició Universal de Barcelona: humorada agre-dolsa en vers) (abril 1888).
“Guia còmica de l'Exposició Universal” (Guía cómica de l'Exposició Universal) (setembre 1888).
“La primera nit“ (La primera nit (impressions d'un nuvi)) (novembre 1889).
“El dia que em vaig casar” (Lo dia que'm vaig casar (impressions d'una núvia)) (febrer 1890).
“Drapets al sol” (Drapets al sol. Escándol humorístich ilustrat) (abril 1890).
“Quinze dies a la Lluna” (Quinze días a la lluna. Gatada semiaèria en vers) (juliol 1890).
“Un viatge de nuvis “ (Un viatje de nuvis) (abril 1891).
“Quina dona vol, vostè?” (setembre 1891).
“L'art de festejar” (Art de festejar. Catecisme amorós en vers) (abril 1892).
“Guia del conqueridor” (Guía del conquistador) Es tracta de la segona part de Art de festejar (juny 1892).
“Colom o Carnestoltes?” (¿Colón ó Carnestoltas? Ensarronada cómica municipal) Escrita amb motiu dels 4t centenari del descobriment d'Amèrica (octubre 1892).
“Una aventura d'amor” (Una aventura de amor) (setembre 1893).
“Pelegrins a Roma” (Pelegrins á Roma. Viatje bufo-trágich en vers) (maig 1894).
“Perquè no es casen els homes?” (¿Per qué no's casan los homes?) (octubre 1894).
“Perquè no es casen les dones?” (¿Per qué no's casan las donas?) Segona part de “Perqué no es casen els homes?” (octubre 1894).
“La salsa del amor”. Dedicada als lectors de "La campana de Gràcia" (octubre 1894).
“El món per un forat” (Lo mon per un forat) (maig 1895).
“Com es pesca un marit?” (¿Cóm se pesca un marit?) (agost 1895).
“Blancs i negres” (Blanchs y negres o la qüestió de Cuba), publicada en plena crisi colonial (juny 1896).
“El llibre de les cent veritats” (Lo llibre de las cent veritats) (octubre 1896).
“De la Rambla a la Manigua” (De la Rambla á la Manigua. Aventuras d'un reservista) (octubre 1896).
“Un casament a prova” (Un casament á prova. Gatada en vers) (febrer 1897).
“La senyora de tothom”(agost 1898).
“El pecat d'Eva” (març 1901).
“Agència de matrimonis” (agost 1901).
“Entre faldilles i pantalons” (juny 1902).
“Sota la parra: cantars” (juliol 1903).

## Peces teatrals
"Ecce homo!”. Monòleg en un acte i en vers estrenat al Teatre Romea de Barcelona el 5 de gener de 1885.
“Gos i gat (Gos y gat juguet cómich)”. Peça d'un acte en vers estrenada al Teatre Novetats de Barcelona el 15 d'abril de 1886.
“Un cap-mas”. Peça d'un acte en vers estrenat al Teatre Romea el 8 de gener de 1887.
“20 minuts de broma” (maig 1887) llibre editat per Antoni López que conté dos monòlegs titulats “Tres micos!” i “Un cessant”.
“Cura de cristià”. Peça en un acte i en vers coescrita per J. Roca i Roca i C. Gumà. Estrenada al Teatre Romea el 8 de maig de 1888.
“L'amor és cec” (L'amor se cego; juguet cómich). Peça d'un acte en vers estrenada al Teatre Novetats de Barcelona el 20 de desembre de 1888.
“Una casa de dispesa” (Una casa de dispesas; juguet cómich). Peça d'un acte en vers estrenada en el Teatre Novetats el 19 de març de 1889.
“Ensenyament superior” (Ensenyansa superior; juguet cómich). Peça d'un acte en vers vers estrenada al Teatre Novetats de Barcelona el 3 de febrer de 1890.
“Ni la teva ni la meva”. Comèdia en tres actes en vers estrenada al Teatre Novetats de Barcelona el 5 de desembre de 1890.
“La Pubilla” (1890).
"No hi puc fer més” Monòleg estrenat el 2 de maig de 1891.
“El primer dia” (Lo primer dia; juguet cómich-lirich). Peça d'un acte en vers estrenada al Teatre Novetats de Barcelona el 15 de febrer de 1892 amb música de Ricard Giménez.
“La llanterna màgica”. Humorada que consta d'un preludi i de dos actes amb música de Ricard Giménez. Estrenada al Teatre Novetats el 24 novembre de 1892.
“A baix lo existent!”. Peça d'un acte en vers estrenada al Teatre Romea de Barcelona el 28 de desembre de 1892.
“El marquès de Carquinyoli” (Lo marqués de Carquinyoli; juguet cómich). Peça d'un acte en vers estrenada al Teatre Novetats de Barcelona el 7 de febrer de 1893.
“La recíproca, humorada de fi de segle” Representada al Teatre Romea la temporada 1893-94.
“Jesús, Maria Josep” (Jesús Maria Joseph; juguet cómich). Peça d'un acte en vers estrenada el 24 de febrer de 1894 al Teatre Gran Via de Barcelona.
“La gran reforma” Revista en tres actes estrenada al Teatre Novetats de Barcelona el 22 de desembre de 1894. Tingué una molt mala acollida per part del públic i la crítica.